# شبنم جنوبي
شبنم (الاسم العلمي: Casuarius casuarius) هو نوع من الطيور يتبع جنس الشبنم من فصيلة الشبنميةموقع زيبكودزو شبنم جنوبي  تاريخ الولوج 16 ديسمبر 2012 [وصلة مكسورة] نسخة محفوظة 22 أغسطس 2014 على موقع واي باك مشين. .

## من خصائصه

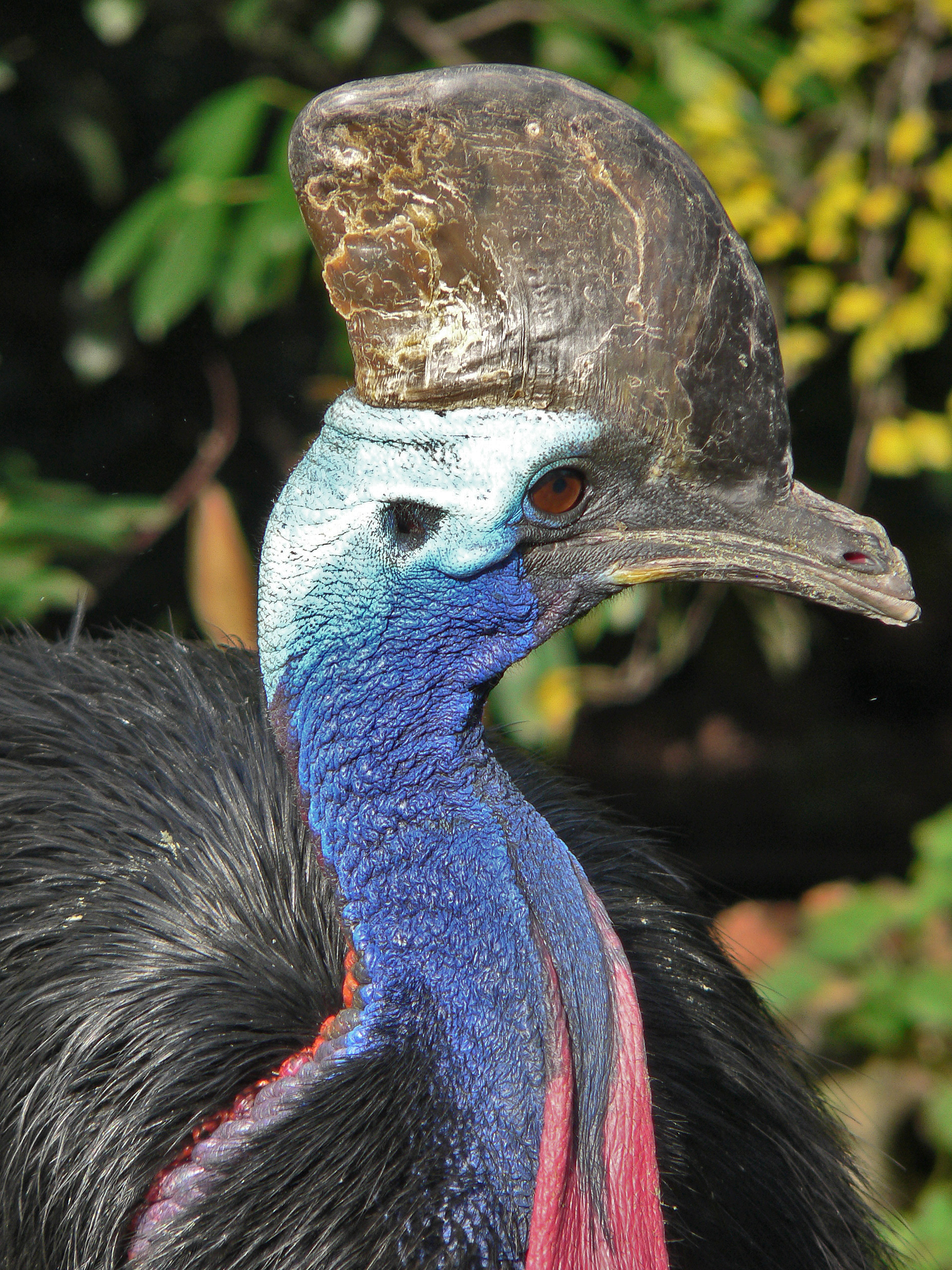
Kopf und Hals

طائر الشبنم الجنوبي ضخم الجسم لا يستطيع الطيران ويشبه النعامة. يعتبر ثاني أكبر طائر في العالم بعد النعامة، حيث قد يبلغ وزنه ما يقرب من 60 كيلوجراما. وينمو في بعض الأحيان ليصبح أطول من الإنسان البالغ. يملك 3 مخالب قوية في كل قدمأ يبلغ طول أطولها 13 سم. يتغذى عادة على الفاكهة والحشرات والضفادع والحيوانات الصغيرة وفطريات عيش الغراب.
تعتبر طيور الشبنم أخطر طيور العالم حيث أنها تقدر علي توجيه ضربات قاتلة فوراً. ويعتبر ديناصورا معاصرا وبقي على الحياة.

## معيشته

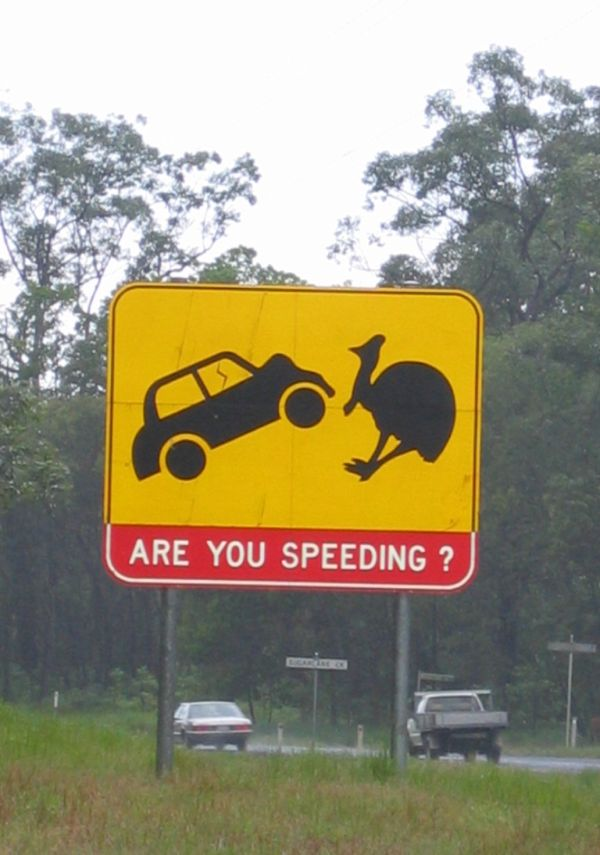
لافتة تحذير على الطريق في كوينزلاند ، أستراليا.

يسمى الشبنم الجنوبي في اللغات الأخرى أيضا «كاصور»  Kasaur نسبة إلى الديناصورات. يبحث الذكر منه على حفرة مناسبة في الأرض لبناء العش وتكون مختفية بين الأعشاب والأشجار، ويبطنها بأوراق الشجر والحشائش. واما الأنثى فتجدها واقفة بجواره لا تفعل شيئا؛ وهي أكبر جسما وأثقل وزنا من الذكر. وبعد وضعها البيض فهي تختفي. ويراعي الذكر البيض بعد ذلك حتى يفقس. ثم يقوم الذكر كذلك بتربية الصغار حتى سن 9 أشهر.
يتعلم الصغار من أبيهم ما يحتاجونة في معيشهم. وخلال تلك الفترة فمن المستحسن الحذر وعدم الاقتراب من هذا الطائر وابنائه، فهو يهجم على المقترب بشدة، مثلما نتخيله عن الديناصورات.

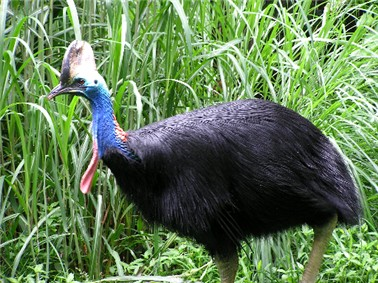
الشبنم الجنوبي Casaurius

يعتبر الكاصور أخطر الطيور على الأرض. وله مخلب كبير حاد في كل رجل يستخدمها في الاعتداء علي من يثيره أو يهدده. وربما تسببت ضربة منه في موت الإنسان. وكان آخر هجوم من الشبنم الجنوبي على إنسان في عام 1926 وأدى إلى الموت - ويعتقد العلماء أن الشبنم كان يدافع عن نفسه. وهو يأكل الفاكهة واللوز وعيش الغراب والحشرات. كما من الممكن أن يأكل صغار الطيور والبيض. وإذا أكل الموز فهو يلتهم الموزة مرة واحدة بقشرتها.
الخنزير الوحشي يهدد حياة الشبنم الجنوبي فهو يعبث في الأعشاش ويأكل البيض. كما أن الطرق التي تأخذ طريقها بين الغابات تهدد حياته، حيث يتسبب في اصتدامات مهلكه. لهذا تدعو جمعية رعاية الحيوان في أستراليا سائقي السيارات إلى خفض سرعهم والاحتراس. ويعلقون على ناحيتي الطريق لافتات تقول: حافظوا على ديناصورات الغابات الأسترالية".

## معرض صور

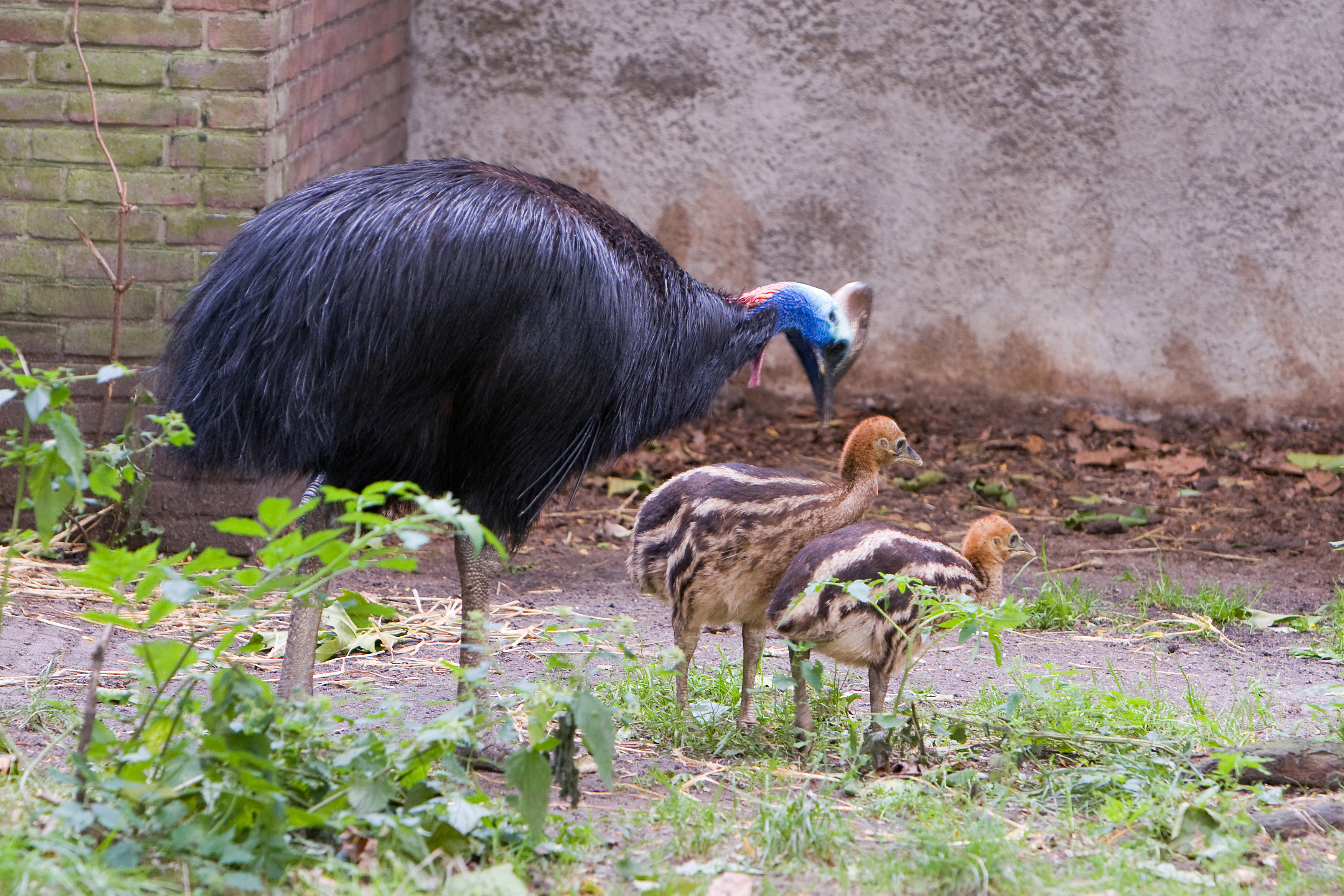
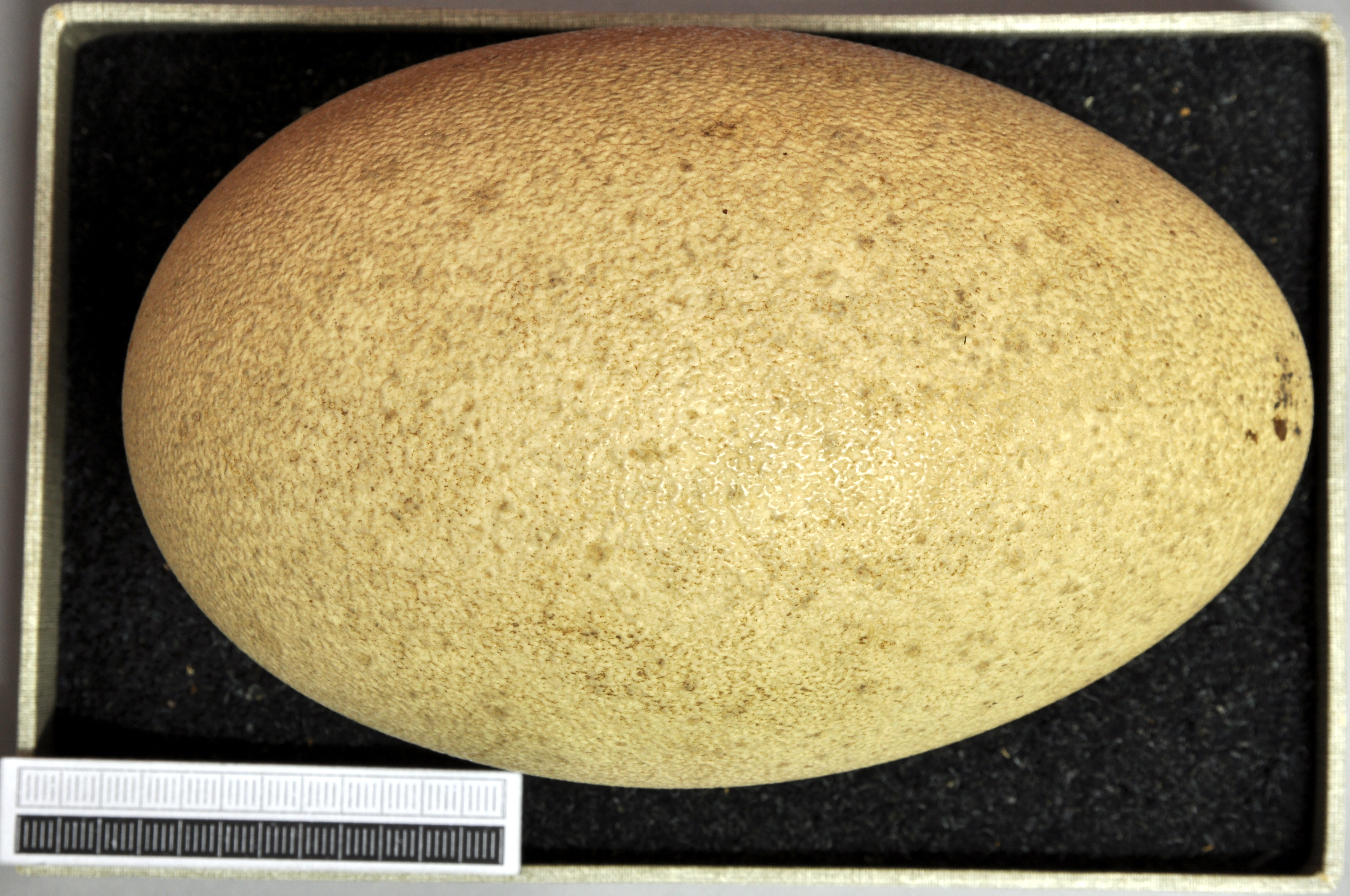
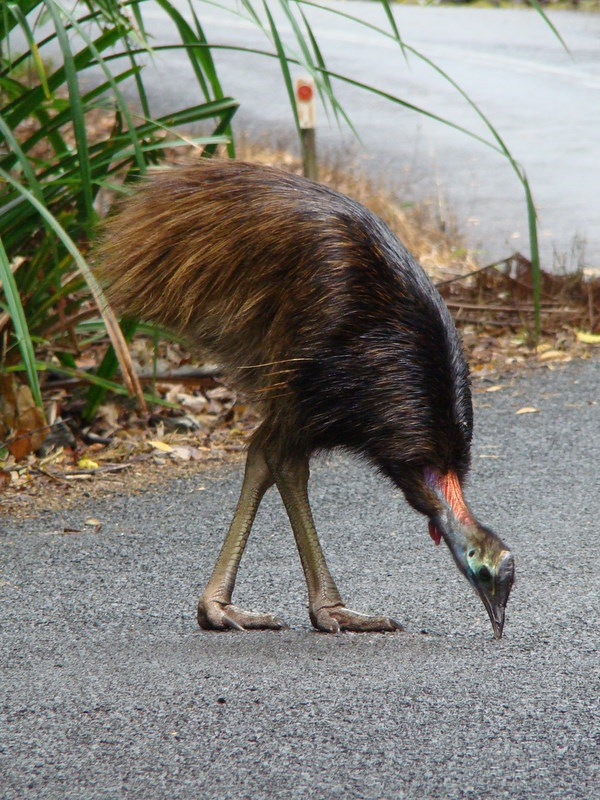
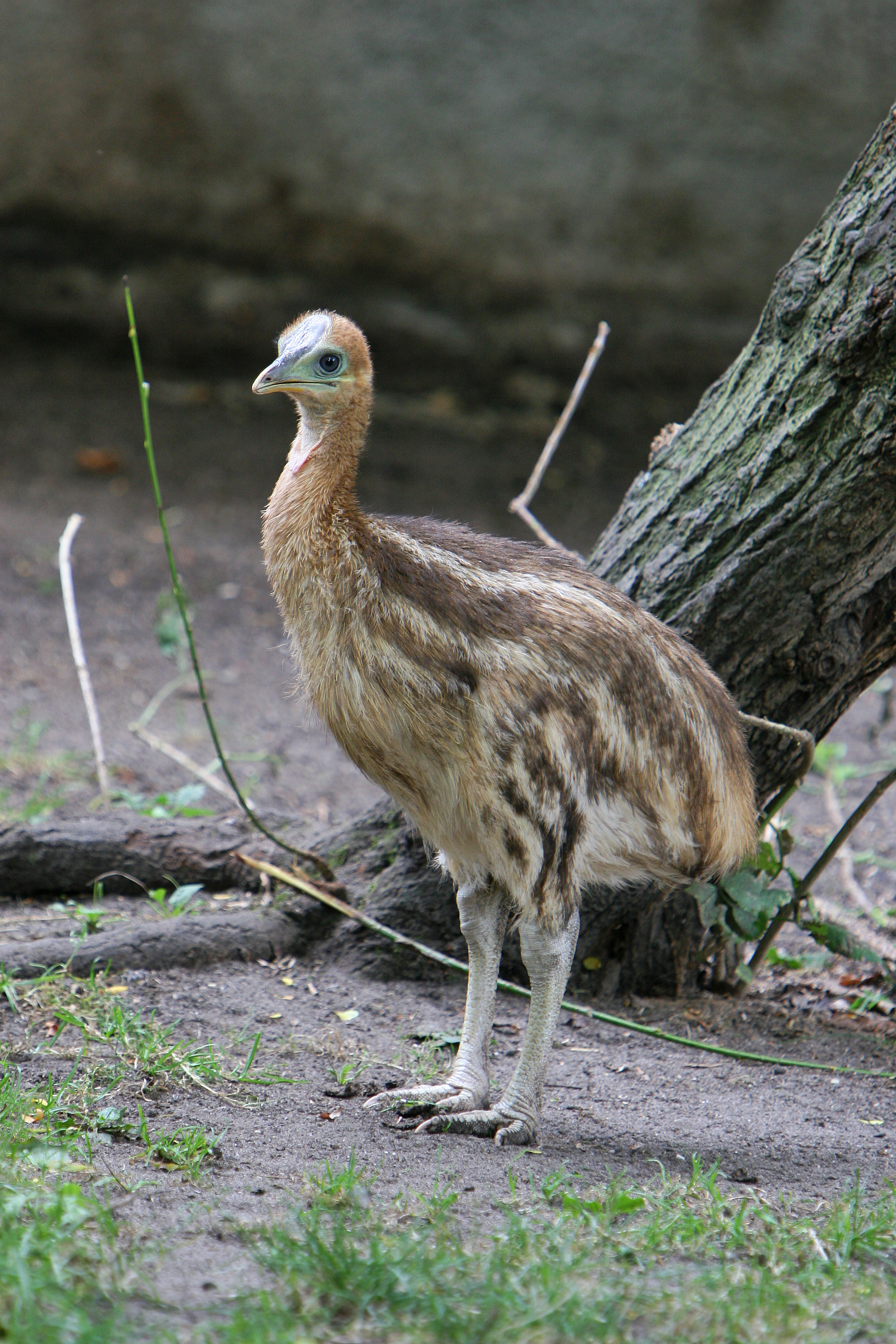
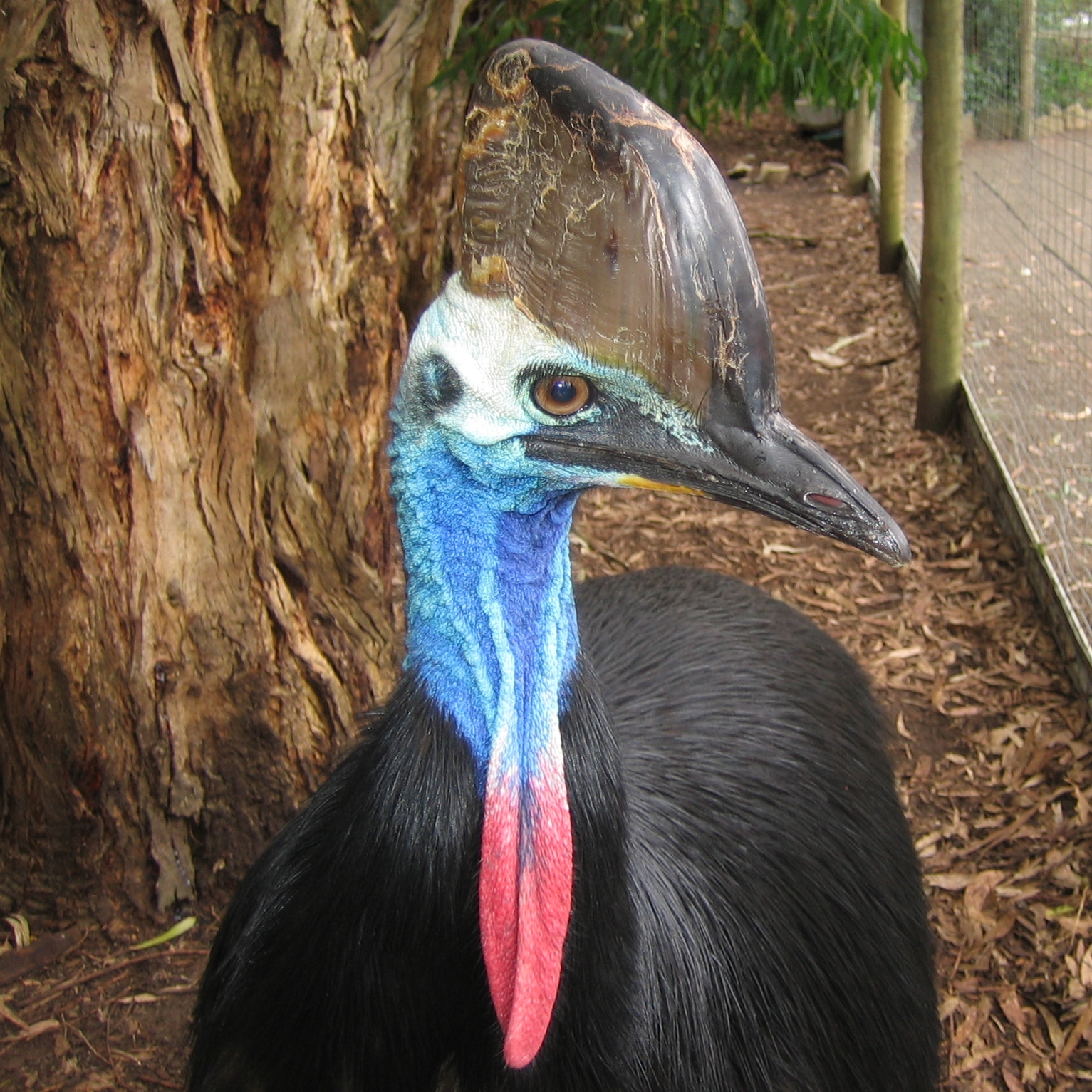